# Наива (певачица)
Наива (Чајетина, Златибор, 27. фебруар 1993) је српска певачица, чије је право име Ивана Јајчанин. Пажњу је привукла на избору песме Србије за Евровизију, то су била такмичења Беовизија 2020. године и Песма за Евровизију 2022. године. Због специфичне боје гласа, називана је српском Ејми Вајнхаус.

## Биографија
Завршила је Ужичку гимназију, где се први пут сусрела са јавним наступом и развила љубав према певању. У Београд је дошла 2012. године и уписала Факултет политичких наука, од тада се професионално бави певањем.
Иза псеудонима стоји Жика из групе Зана, за који каже да иако има и симболике је инверзија њеног имена.
Обе песме за такмичења на ПЗЕ '22 и Беовизији радила је група Зана, тачније Јелена и Жика за које каже да су јој музички мама и тата. Њих је упознала преко бубњара Зорана Бабовића Бабоње који је дугогодишњи бубњар "Зане", али и бенда са којима Наива наступа. На такмичењу 2020. године са песмом "Баш баш" заузела је 2. место иза победничке групе Харикејн.

## Дискографија
- Баш, баш (2020)
- Скидам (2022)

## Фестивали
Беовизија:
- Баш, баш, друго место, 2020

Песма за Евровизију:
- Скидам, петнаесто место, 2022